# Sympetrum vicinum
Sympetrum vicinum is een libellensoort uit de familie van de korenbouten (Libellulidae), onderorde echte libellen (Anisoptera).
De wetenschappelijke naam Sympetrum vicinum is voor het eerst geldig gepubliceerd in 1861 door Hagen.